# والری کرسانتی
والری کرسانتی (انگلیسی: Valérie Karsenti؛ زادهٔ ۲۶ اوت ۱۹۶۸) بازیگر سینما، تلویزیون و تئاتر و همچنین صداپیشه اهل کشور فرانسه است.
از فیلم‌ها یا برنامه‌های تلویزیونی که وی در آن نقش داشته‌است می‌توان به چقدر منو دوست داری؟، خندیدن با صدای بلند، و پرستاری از کودک ۲ اشاره کرد.